# Kerman (Provinz)
Kerman (persisch کرمان, DMG Kermān) ist eine der 31 Provinzen Irans, gelegen im Südosten des Landes.
In der Provinz (persisch Ostan) leben 3.164.718 Menschen (Volkszählung 2016). Die Fläche der Provinz erstreckt sich auf 180.836 Quadratkilometer. Die Bevölkerungsdichte beträgt 18 Einwohner pro Quadratkilometer.

## Geografie
Das Klima der dünnbesiedelten Provinz ist wüstenhaft mit heißen trockenen Sommern und kalten ebenfalls trockenen Wintern. Die Hauptstadt heißt, wie die Provinz auch, Kerman und hat 320.000 Einwohner. Sie liegt in 1748 m Höhe und hat ein relativ angenehmes Klima.
Durch Iran verläuft die Kontaktregion der Arabischen Platte und der Eurasischen Platte. Daher ist Iran immer wieder Schauplatz starker Erdbeben. Insbesondere ist dann die Region Kerman stark betroffen.

## Verwaltungsgliederung

Verwaltungsbezirke

Die Provinz Kerman gliedert sich in 23 Verwaltungsbezirke (Schahrestan):
| - Anar - Anbarabad - Arzuiyeh - Baft - Bam - Bardsir - Dschiroft - Fahradsch - Faryab - Ghaleye-Ganj - Kahnudsch - Kerman | - Kuhbonan - Manudschan - Narmaschir - Rabor - Rafsandschan - Ravar - Reygan - Roudbar-e Dschonub - Schahr-e-Babak - Sirdschan - Zarand |

## Geschichte
In Kerman liegt der archäologische Fundort Dschiroft, nach der die Dschiroft-Kultur benannt ist und ins späte 3. Jahrtausend v. Chr. zeigt. Die Region Kerman taucht später bei den Achämeniden als Satrapie Karmanien (altgriechisch Καρμανία, lateinisch Carmania) auf.
Die mittelalterliche Provinz Kerman hatte Zugang zum Persischen Golf bzw. zum Arabischen Meer und war zusammen mit Hormozgan der Kern der Reiche der Kerman-Bujiden (10./11. Jahrhundert), der Kerman-Seldschuken (11./12. Jahrhundert) und auch der letzten Zand-Prinzen der Neuzeit (18. Jahrhundert).
Die iranische Provinz Kerman ist nicht nur für ihre reiche Geschichte und Kultur bekannt, sondern auch für bedeutende archäologische Entdeckungen. Eine der bemerkenswertesten ist die Ausgrabungsstätte von Dschiroft, die Hinweise auf eine bisher wenig bekannte Zivilisation aus dem 3. Jahrtausend v. Chr. liefert. Die dort gefundenen Artefakte, insbesondere kunstvoll gestaltete Chloritgefäße, deuten auf eine hochentwickelte Kultur mit eigener Schrift und Kunstfertigkeit hin. Diese Entdeckungen haben das Verständnis der frühen Geschichte Irans maßgeblich beeinflusst und werfen neues Licht auf die Entwicklung der menschlichen Zivilisation in dieser Region.

## Erdbeben

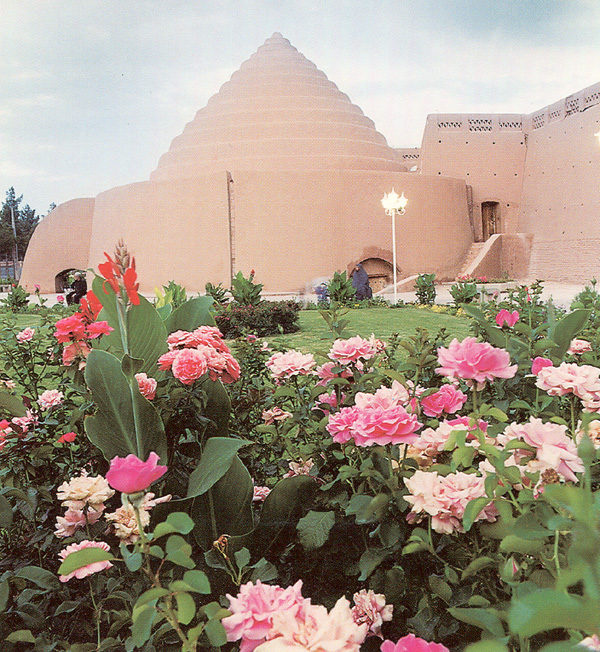
Mittelalterliches Eishaus Yachtschal in der Nähe von Kerman

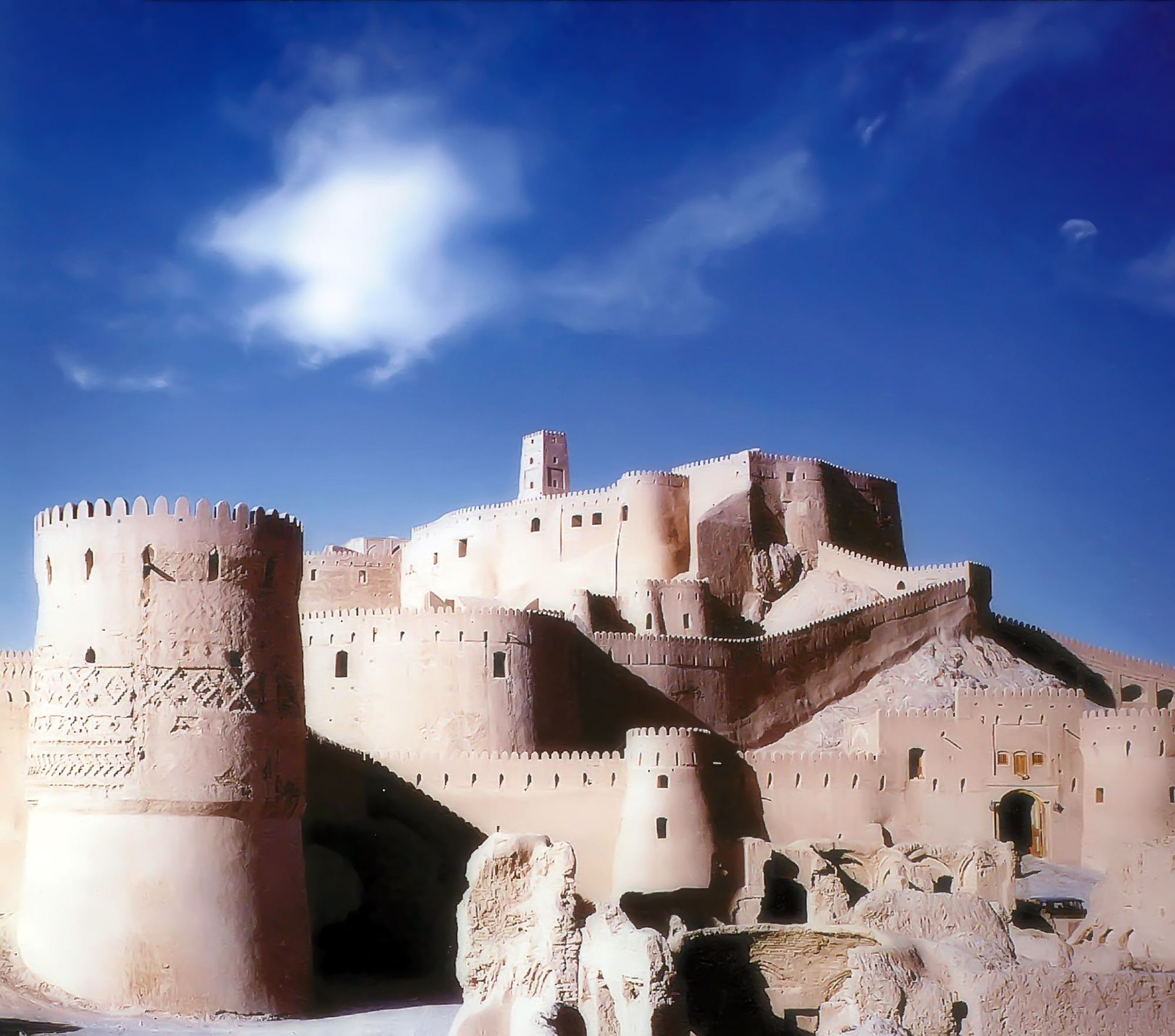
Arg-e Bam vor dem Erdbeben 2003

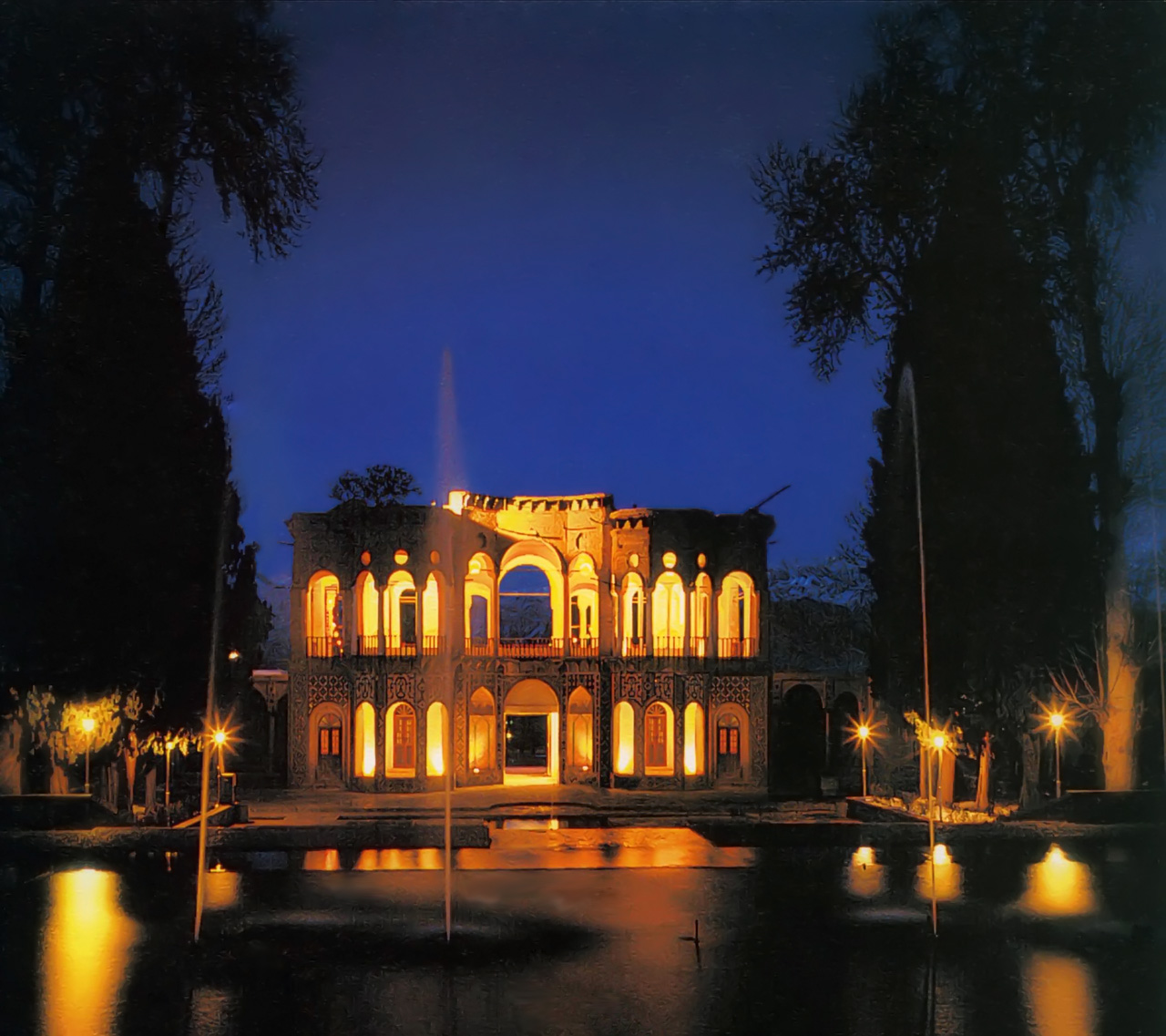
Schahzadeh-Garten, Mahan, Kerman

Weite Teile Irans gelten als erdbebengefährdet (siehe Liste von Erdbeben in Iran).
Im Jahr 1981 traten schwere Beben auf, im Juni bei Golbaf mit der Stärke 6,7 (Erdbeben bei Golbaf 1981) und im Juli bei Sirdsch und Schahdad mit der Stärke 7,1 (Erdbeben bei Sirdsch 1981).
Am 26. Dezember 2003 hatte sich in der etwa 250 Kilometer südöstlich von Sarand bei der Stadt Bam ein Erdbeben der Stärke 6,6 ereignet, dem mindestens 26.000 Menschen zum Opfer fielen (Erdbeben von Bam 2003). Im Sommer 2004 kam es in der Region zu einem weiteren, aber leichteren Beben.
Am 22. Februar 2005 ereignete sich gegen 5:55 Uhr Ortszeit (3:25 MEZ) ein schweres Beben (Erdbeben von Sarand 2005). Etwa 30.000 Menschen in 40 Dörfern waren davon betroffen. Die meisten Gebäude in der armen, schwach besiedelten Region sind aus Lehmziegeln errichtet, sie können Erdbeben kaum widerstehen.